# Wikariat apostolski San Jose in Mindoro
Wikariat apostolski San Jose in Mindoro – rzymskokatolicka diecezja na Filipinach. Podlega bezpośrednio pod Stolicę Apostolską. Powstał w 1983 z terenu wikariatu Calapan.

## Biskupi
- Vicente Credo Manuel, SVD † (1983–2000)
- Antonio Palang SVD (2002–2018)
- Pablito Tagura (od 2023)